# Port lotniczy Barcelona
Port lotniczy Barcelona (także zwany Barcelona–El Prat, kod IATA: BCN, kod ICAO: LEBL) – międzynarodowy port lotniczy położony w miejscowości El Prat de Llobregat, około 10 km od centrum Barcelony. Jest to drugi co do wielkości port lotniczy Hiszpanii. W 2019 obsłużył 52,7 mln pasażerów.
Lotnisko jest drugim co do wielkości w Hiszpanii za lotniskiem Barajas w Madrycie oraz 20 najbardziej ruchliwych na świecie, i jest głównym lotniskiem Katalonii. Lotnisko obsługuje głównie loty krajowe, europejskie i do Afryki Północnej, także obsługuje loty do Bliskiego Wschodu (Egipt, Izrael, Jordania, Dubaj, Katar), Azji (Pakistan, Chiny i Singapur), Ameryki Łacińskiej (Argentyna, Brazylia i Kolumbia), Ameryki Północnej (Stany Zjednoczone i Kanada) oraz Afryki Subsaharyjskiej (Senegal i Gambia).
Jest główną bazą i hubem Vueling Airlines, hubem dla Iberia Regional oraz bazą dla taniej linii lotniczej Ryanair, jak również dla Air Europa, Norwegian Air Shuttle i EasyJet.

## Terminale

### Terminal 1

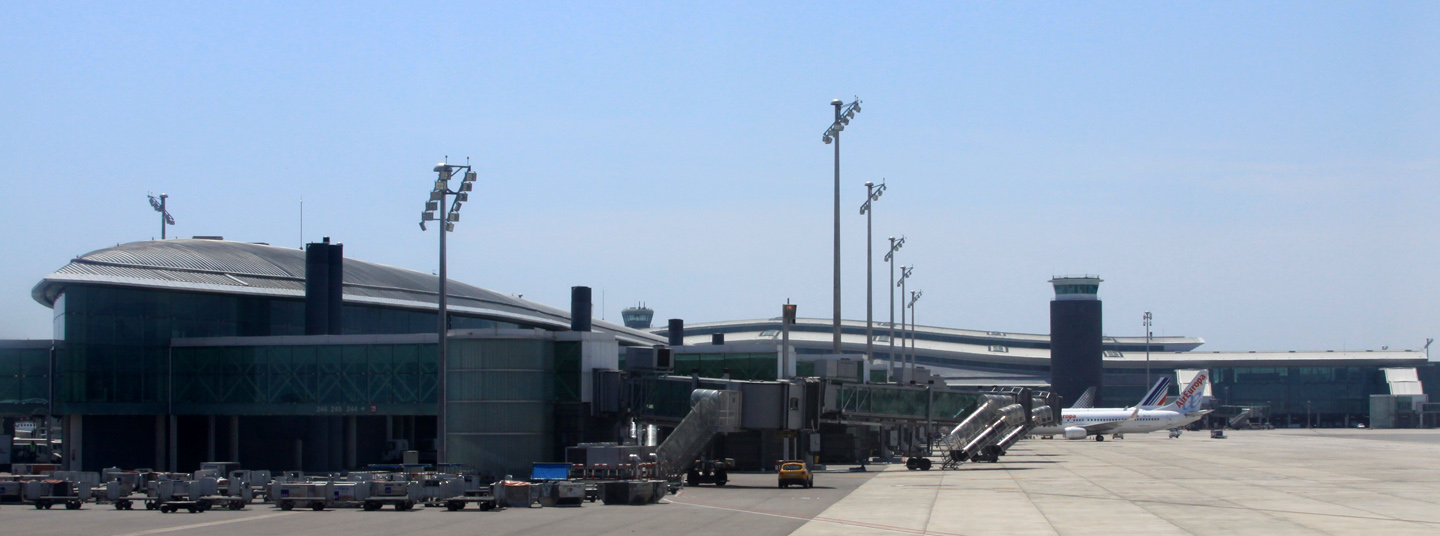
Terminal 1

Nowy terminal 1 zaprojektowany przez Ricardo Bofilla został zainaugurowany 16 czerwca 2009. Jest to piąty co do wielkości tego typu obiekt na świecie, i ma powierzchnię 548.000 m², a rampa samolotowa 600.000 m².
Jego wyposażenie obejmuje:
- 258 stanowisk odpraw
- 60 rękawów
- 15 karuzeli bagażowych (jedna z nowych karuzeli odpowiada 4 karuzelom w starym terminalu)
- 24 000 miejsc parkingowych, w uzupełnieniu do 12 000 już w terminalu 2.

Prognozuje się, że lotnisko będzie w stanie obsłużyć 55 milionów pasażerów rocznie i osiągnie 90 operacji na godzinę.
Rozbudowa lotniska w inwestycje o łącznej wartości 5,1 mld € w przyszłości, będzie zawierać nowy terminal satelitarny i modernizowanie istniejących terminali. Faza budowlana terminalu południowego będzie możliwe z budżetem 1 mld €.

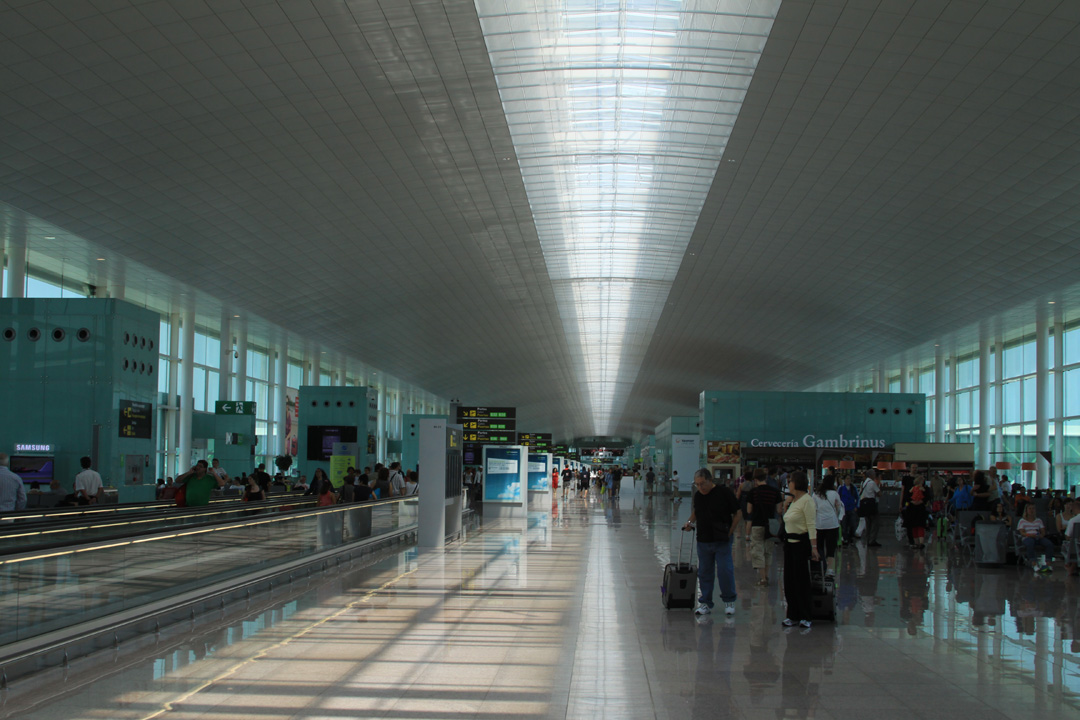
Wnętrze Terminala 1

### Terminal 2
Terminal 2 jest podzielony na trzy części, znanych jako terminal 2A, 2B i 2C. Terminal 2B jest najstarszą częścią kompleksu nadal w użyciu, którego historia sięga 1968. Terminal 2A i 2C zostały dodane w celu zwiększenia pojemności lotniska przed Igrzyskach Olimpijskich w Barcelonie w 1992 roku Rozwój ten był również zaprojektowany przez Ricardo Bofilla.
Po otwarciu Terminalu 1 w 2009, Terminal 2 został prawie pusty, aż władze lotniska obniżyły opłaty za lądowanie w celu przyciągnięcia tanich przewoźników regionalnych i pełniejszego wykorzystania terminalu.

## Linie lotnicze i połączenia
| Linia lotnicza         | Kierunek |
| ---------------------- | --- |
| Aegean Airlines        | 1. Ateny 2. Saloniki |
| Aer Lingus             | 1. Dublin |
| Air Algerie            | 1. Algier |
| Air Arabia Maroc       | 1. Casablanca 2. Fez 3. Nador 4. Oujda 5. Rabat 6. Tanger 7. Tetuan |
| airBaltic              | 1. Ryga 2. Tallin (od 19 lutego 2025) |
| Air Canada             | 1. Montreal-Trudeau Sezonowo: 1. Toronto-Pearson |
| Air China              | 1. Pekin Sezonowo: 1. Szanghaj-Pudong |
| Air Europa             | 1. Madryt 2. Palma de Mallorca Sezonowo: 1. Lanzarote |
| Air France             | 1. Paryż-Charles de Gaulle |
| Air Premia             | Czartery: 1. Seul-Inczon |
| Air Serbia             | 1. Belgrad |
| Air Transat            | Sezonowo: 1. Montreal-Trudeau 2. Toronto-Pearson |
| Air Baltic             | 1. Ryga |
| American Airlines      | 1. Miami 2. Filadelfia Sezonowo: 1. Chicago-O’Hare 2. Dallas-Fort Worth 3. Nowy Jork-JFK |
| Arkia Israeli Airlines | 1. Tel Awiw |
| Asiana Airlines        | 1. Seul-Inczon |
| Atlantic Airways       | Sezonowo: 1. Vágar |
| Austrian Airlines      | 1. Wiedeń |
| Avianca                | 1. Bogota |
| Azerbaijan Airlines    | 1. Baku |
| Azores Airlines        | 1. Ponta Delgada |
| Bluebird Airways       | 1. Tel Awiw |
| British Airways        | 1. Londyn-City 2. Londyn-Heathrow |
| Brussels Airlines      | 1. Bruksela |
| Bulgaria Air           | Sezonowo: 1. Sofia |
| Cathay Pacific         | Sezonowo: 1. Hongkong |
| Croatia Airlines       | Sezonowo: 1. Zagrzeb |
| Cyprus Airways         | Sezonowo: 1. Larnaka |
| Dan Air                | 1. Braszów |
| Delta Air Lines        | 1. Atlanta 2. Nowy Jork-JFK Sezonowo: 1. Boston (od 23 maja 2025) |
| easyJet                | 1. / Bazylea 2. Berlin 3. Birmingham 4. Bristol 5. Genewa 6. Glasgow 7. Lizbona 8. Liverpool 9. Londyn-Gatwick 10. Londyn-Luton 11. Lyon 12. Manchester 13. Mediolan-Malpensa 14. Neapol 15. Paryż-Charles de Gaulle 16. Strasburg Sezonowo: 1. Belfast-International 2. Faro 3. Nicea 4. Piza 5. Salzburg (od 11 stycznia 2025) |
| EgyptAir               | 1. Kair Sezonowo: 1. Luksor |
| El Al                  | 1. Tel Awiw |
| Emirates               | 1. Dubaj 2. Meksyk |
| Etihad Airways         | 1. Abu Zabi |
| Eurowings              | 1. Kolonia/Bonn 2. Düsseldorf 3. Hamburg 4. Praga 5. Salzburg (od 11 kwietnia 2025) 6. Stuttgart |
| Finnair                | 1. Helsinki |
| FlyOne                 | Sezonowo: 1. Kiszyniów |
| HiSky                  | 1. Bukareszt |
| Iberia                 | 1. Badajoz 2. León 3. Madryt 4. Melilla 5. Pampeluna 6. Walencja Sezonowo: 1. Madera 2. Strasburg Sezonowe czartery: 1. Bratysława |
| Iberojet               | Sezonowo: 1. Cancún 2. Punta Cana |
| Icelandair             | 1. Reykjavík-Keflavík |
| ITA Airways            | 1. Rzym-Fiumicino |
| Jet2.com               | 1. Birmingham 2. Leeds/Bradford 3. Manchester |
| KLM                    | 1. Amsterdam |
| Korean Air             | 1. Seul-Inczon |
| Kuwait Airways         | 1. Kuwejt |
| LATAM Brasil           | 1. São Paulo-Guarulhos |
| Level                  | 1. Boston 2. Buenos Aires-Ezeiza 3. Los Angeles 4. Miami 5. Nowy Jork-JFK 6. Santiago de Chile Sezonowo: 1. San Francisco |
| LOT                    | 1. Warszawa-Chopin 2. Warszawa-Radom (od 14 czerwca 2025) |
| Lufthansa              | 1. Frankfurt 2. Monachium |
| Luxair                 | 1. Luksemburg |
| Norwegian Air Shuttle  | 1. Kopenhaga 2. Helsinki 3. Oslo-Gardermoen 4. Sztokholm-Arlanda Sezonowo: 1. Aalborg 2. Bergen 3. Göteborg 4. Sandefjord 5. Stavanger |
| Nouvelair              | 1. Tunis |
| Pegasus Airlines       | 1. Stambuł-Sabiha Gökçen |
| PLAY                   | 1. Reykjavík-Keflavík |
| Qatar Airways          | 1. Doha |
| Royal Air Maroc        | 1. Casablanca 2. Marrakesz Sezonowo: 1. Nador 2. Tanger |
| Royal Jordanian        | 1. Amman |
| Ryanair                | 1. Paryż-Beauvais 2. Mediolan-Bergamo 3. Berlin 4. Billund 5. Birmingham 6. Bolonia 7. Bruksela 8. Bruksela-Charleroi 9. Budapeszt 10. Kolonia 11. Cork 12. Kopenhaga 13. Dublin 14. Edynburg 15. Eindhoven 16. Fez 17. Fuerteventura 18. Ibiza 19. Jerez 20. Kraków 21. Liverpool 22. Londyn-Luton 23. Londyn-Stansted 24. Luksemburg 25. Malaga 26. Malta 27. Manchester 28. Marrakesz 29. Menorka 30. Nador 31. Neapol 32. Newcastle 33. Ouarzazate 34. Palermo 35. Palma de Mallorca 36. Perugia 37. Poitiers 38. Porto 39. Praga 40. Rabat 41. Reggio Calabria 42. Ryga 43. Rzym-Fiumicino 44. Santiago de Compostela 45. Sewilla 46. Sztokholm-Arlanda 47. Sofia 48. Tallinn 49. Tanger 50. Teneryfa-Północ 51. Teneryfa-Południe 52. Turyn 53. Valladolid 54. Wenecja 55. Wiedeń 56. Vigo 57. Wilno 58. Warszawa-Modlin Sezonowo: 1. Alghero 2. Korfu 3. East Midlands 4. Faro 5. Gdańsk 6. Glasgow-Prestwick 7. Gran Canaria 8. Frankfurt-Hahn 9. Maastricht Aachen 10. Oujda 11. Santander 12. Triest |
| Saudia                 | 1. Dżudda Sezonowo: 1. Rijad |
| SAS                    | 1. Kopenhaga 2. Sztokholm-Arlanda Sezonowo: 1. Oslo-Gardermoen |
| Shenzhen Airlines      | 1. Shenzhen |
| Singapore Airlines     | 1. Mediolan-Malpensa 2. Singapur |
| SunExpress             | Sezonowo: 1. Izmir |
| SWISS                  | 1. Zurych |
| TAP Portugal           | 1. Lizbona |
| Transavia              | 1. Amsterdam 2. Eindhoven 3. Paryż-Orly 4. Rotterdam |
| Tunisair               | 1. Tunis |
| Turkish Airlines       | 1. Stambuł |
| T'Way Air              | 1. Seul-Inczon |
| United Airlines        | 1. Newark Sezonowo: 1. Chicago-O’Hare 2. San Francisco 3. Waszyngton-Dulles |
| Volotea                | 1. Asturia 2. Bordeaux (od 20 lutego 2025) 3. Brest-Bretagne 4. Cagliari 5. Murcja 6. Nantes 7. Strasburg Sezonowo: 1. Ankona 2. Lille 3. Marsylia 4. Olbia 5. Werona |
| Vueling Airlines       | 1. La Coruña 2. Algier 3. Alicante 4. Almería 5. Amsterdam 6. Asturia 7. Ateny 8. Bandżul 9. Bari 10. / Bazylea-Miluza 11. Bejrut 12. Berlin 13. Bilbao 14. Billund 15. Birmingham 16. Bolonia 17. Bordeaux 18. Bruksela 19. Kair 20. Cagliari 21. Katania 22. Kopenhaga 23. Dakar-Diass 24. Dublin 25. Düsseldorf 26. Edynburg 27. Florencja 28. Fuerteventura 29. Genewa 30. Genua 31. Göteborg 32. Grenada 33. Gran Canaria 34. Hamburg 35. Hanower 36. Ibiza 37. Jerez 38. Lanzarote 39. La Palma 40. Lizbona 41. Londyn-Gatwick 42. Lyon 43. Madryt 44. Malaga 45. Malta 46. Manchester 47. Marrakesz 48. Marsylia 49. Menorka 50. Mediolan-Malpensa 51. Monachium 52. Nantes 53. Neapol 54. Nicea 55. Norymberga 56. Oslo-Gardermoen 57. Palermo 58. Palma de Mallorca 59. Paryż-Charles de Gaulle 60. Paryż-Orly 61. Porto 62. Praga 63. Rzym-Fiumicino 64. San Sebastián 65. Santander 66. Santiago de Compostela 67. Sewilla 68. Sztokholm-Arlanda 69. Stuttgart 70. Tanger 71. Tel Awiw 72. Teneryfa-Północ 73. Teneryfa-Południe 74. Tuluza 75. Turyn 76. Walencja 77. Valladolid 78. Wenecja 79. Wiedeń 80. Vigo 81. Zurych Sezonowo: 1. Alghero 2. Amman 3. Bastia 4. Bergen 5. Korfu 6. Dubrownik 7. Faro 8. Helsinki 9. Heraklion 10. Larnaka 11. Luksor 12. Mykonos 13. Olbia 14. Oran 15. Rovaniemi 16. Reykjavík-Keflavík 17. Sal 18. Santorini 19. Szarm el-Szejk 20. Split 21. Tunis 22. Zagrzeb |
| WestJet                | Sezonowo: 1. Calgary |
| Wizz Air               | 1. Belgrad 2. Bukareszt 3. Budapeszt 4. Kiszyniów (od 28 lipca 2025) 5. Kluż-Napoka 6. Gdańsk 7. Jassy 8. Katowice 9. Kraków 10. Kutaisi 11. Mediolan-Malpensa 12. Rzym-Fiumicino 13. Sofia 14. Timișoara 15. Tirana 16. Wiedeń 17. Wilno 18. Warszawa-Chopin 19. Wrocław |

## Statystyki
| Miejsce | Linia lotnicza                | Pasażerów  | Loty do                        |
| ------- | ----------------------------- | ---------- | ------------------------------ |
| 1       | Vueling                       | 13,703,747 | Europa, Afryka, Azja           |
| 2       | Ryanair                       | 4,760,426  | Europa, Afryka                 |
| 3       | easyJet                       | 2,358,293  | Europa                         |
| 4       | Lufthansa                     | 1,421,438  | Niemcy (Monachium i Frankfurt) |
| 5       | Air Europa                    | 1,205,736  | Hiszpania, Afryka (Tunezja)    |
| 6       | Iberia                        | 1,009,598  | Air shuttle                    |
| 7       | Norwegian Air Shuttle         | 828,218    | Europa                         |
| 8       | British Airways               | 827,650    | Wielka Brytania (Londyn)       |
| 9       | Air France                    | 721,159    | Francja (Paryż)                |
| 10      | Swiss International Air Lines | 653,317    | Szwajcaria (Genewa i Zurych)   |
| 11      | KLM                           | 575,127    | Holandia (Amsterdam)           |
| 12      | Germanwings                   | 523,653    | Niemcy                         |
| 13      | easyJet Switzerland           | 514,019    | Europa                         |
| 14      | Wizz Air                      | 505,595    | Europa                         |
| 15      | Transavia                     | 449,711    | Holandia                       |
| 16      | TAP Portugal                  | 437,355    | Portugalia                     |
| 17      | Alitalia                      | 331,230    | Włochy                         |
| 18      | Emirates                      | 321,258    | Dubaj                          |
| 19      | Turkish Airlines              | 320,523    | Turcja                         |
| 20      | Aerofłot                      | 288,546    | Rosja                          |
| 21      | Monarch Airlines              | 272,457    | Wielka Brytania                |
| 22      | American Airlines             | 266,583    | USA                            |
| 23      | Brussels Airlines             | 252,734    | Belgia                         |
| 24      | Qatar Airways                 | 233,039    | Katar                          |
| 25      | Transaero                     | 224,585    | Rosja                          |

| Miejsce | Lotnisko                | Pasażerów | Przewoźnik                                                                 |
| ------- | ----------------------- | --------- | -------------------------------------------------------------------------- |
| 1       | Londyn-Gatwick          | 1.273.782 | British Airways, easyJet, Monarch Airlines, Norwegian Air Shuttle, Vueling |
| 2       | Amsterdam               | 1.218.786 | KLM, Transavia, Vueling                                                    |
| 3       | Paryż-Charles de Gaulle | 1.151.141 | Air France, easyJet, Vueling                                               |
| 4       | Rzym-Fiumicino          | 1.025.767 | Alitalia, Ryanair, Vueling                                                 |
| 5       | Frankfurt               | 1.016.829 | Lufthansa, Vueling                                                         |
| 6       | Paryż-Orly              | 868.529   | Transavia, Vueling                                                         |
| 7       | Bruksela                | 839.626   | Brussels Airlines, Ryanair, Vueling                                        |
| 8       | Monachium               | 734.701   | Lufthansa, Vueling                                                         |
| 9       | Mediolan-Malpensa       | 624.119   | easyJet, Vueling                                                           |
| 10      | Londyn-Heathrow         | 613.674   | British Airways                                                            |
| 11      | Zurych                  | 588.780   | Swiss International Air Lines, Vueling                                     |
| 12      | Lizbona                 | 568.502   | Portugalia, TAP Portugal, Vueling                                          |
| 13      | Moskwa-Domodiedowo      | 542.133   | Transaero, Vueling                                                         |
| 14      | Genewa                  | 478.488   | easyJet Switzerland, Swiss International Air Lines                         |
| 15      | Wiedeń                  | 411.988   | Austrian Airlines, Niki, Vueling                                           |

## Transport

### Kolej
Terminal 2 posiada własną stację kolejową, obsługiwaną przez pociągi Rodalies Barcelona na linii 2, która biegnie od dworca Maçanet-Massanes co 30 minut, z głównymi przystankami na Barcelona Sants i Passeig de Gràcia w celu zapewnienia transferu do systemu metra w Barcelonie, również na stacji Clot. Pasażerowie T1 muszą korzystać z autobusu by dostać się do terminalu 2B.

### Transport drogowy
Transports Metropolitans de Barcelona (TMB) linii 46 biegnie od Plaça d’Espanya. Prywatne linie autobusowe (Aerobús) od Plaça de Catalunya, zatrzymują się na Urgell i Plaça d’Espanya. Taksówki dostępne są przy każdym terminalu. Autostrada C-32B łączy lotnisko z głównym węzłem pomiędzy obwodnicą Barcelony Ronda de Dalt i głównymi autostradami.
BusPlana oferuje transfer z lotniska w Barcelonie do Costa Dorada (Salou, Cambrils, La Pineda, PortAventura, Tarragona, Reus), przystanek autobusowy znajduje się w Terminalu 1.
Lotnisko dysponuje parkingami z łącznie około 24 000 miejscami parkingowymi.